# 九州弁護士会連合会
九州弁護士会連合会（きゅうしゅうべんごしかいれんごうかい、Kyusyu Federation of Bar Associations）は、全国に8つある弁護士会連合会（通称・ブロック弁連）の内の1つである。略称は九弁連 (きゅうべんれん)。
福岡高等裁判所の管轄区域にある九州地方7県および沖縄県の各弁護士会を統轄する組織である。

## 事業内容
- 日本弁護士連合会との連携事業。
- 九州地方7県および沖縄県の弁護士会との連携事業。

## 所在地
- 〒810-0044 福岡県福岡市中央区六本松4-2-5 福岡県弁護士会内